# Agouti cendré
Espèce
Statut de conservation UICN

 LC  : Préoccupation mineure
L’Agouti cendré,, Dasyprocta fuliginosa, est une espèce d'agoutis. C'est un rongeur de la famille des Dasyproctidae d'Amérique du Sud. On le rencontre au sud du Venezuela et dans les zones adjacentes de Colombie, et plus au sud en Équateur, Pérou, Suriname, et le centre-ouest du Brésil.
L'espèce a été décrite pour la première fois en 1832 par le zoologiste allemand Johann Georg Wagler (1800-1832). 

## Liste des sous-espèces
Selon Mammal Species of the World (version 3, 2005)  (13 mai 2013) :
- sous-espèce Dasyprocta fuliginosa candelensis
- sous-espèce Dasyprocta fuliginosa fuliginosa